# 等數位數

用古氏积木說明合数10是等數位數，10有二位數，而其筫因數分解2 × 5也是二位數

等數位數（equidigital number）是指一正整數質因數分解（包括指數）的總位數和整數本身的位數相等。例如：在10進制中，10的質因數分解為2×5，總位數是2位，和整數本身位數相等，因此為等數位數。
前幾個等數位數為：1, 2, 3, 5, 7, 10, 11, 13, 14, 15, 16, 17, 19, 21, 23, 25, 27, 29, 31, 32, 35, 37, 41……（OEIS數列A046758）
質數的質因數分解即為本身，因此不論在哪一種進制時，所有質數都是等數位數，因此等數位數有無限多個。等數位數中除了質數外，也包括一些合數。
等數位數是數學家貝爾納多·雷卡曼·桑托斯在1995年提出的。

## 數學定義
令{\displaystyle b>1}為進制的數字，{\displaystyle K_{b}(n)=\lfloor \log _{b}{n}\rfloor +1} 為自然數{\displaystyle n}在{\displaystyle b}進制下的位數。自然數{\displaystyle n}的質數分解為n
{\displaystyle n=\prod _{\stackrel {p\,\mid \,n}{p{\text{ prime}}}}p^{v_{p}(n)}}
其中{\displaystyle v_{p}(n)}是{\displaystyle n}的P進賦值，則{\displaystyle n}在{\displaystyle b}進制下為等數位數，若
{\displaystyle K_{b}(n)=\sum _{\stackrel {p\,\mid \,n}{p{\text{ prime}}}}K_{b}(p)+\sum _{\stackrel {p^{2}\,\mid \,n}{p{\text{ prime}}}}K_{b}(v_{p}(n)).}